# گروس اوفنزت-آشپرن
گروس اوفنزت-آشپرن (به آلمانی: Groß Offenseth-Aspern) یک شهر در آلمان است که در Pinneberg واقع شده‌است. گروس اوفنزت-آشپرن ۴۳۷ نفر جمعیت دارد.